# Asfalt

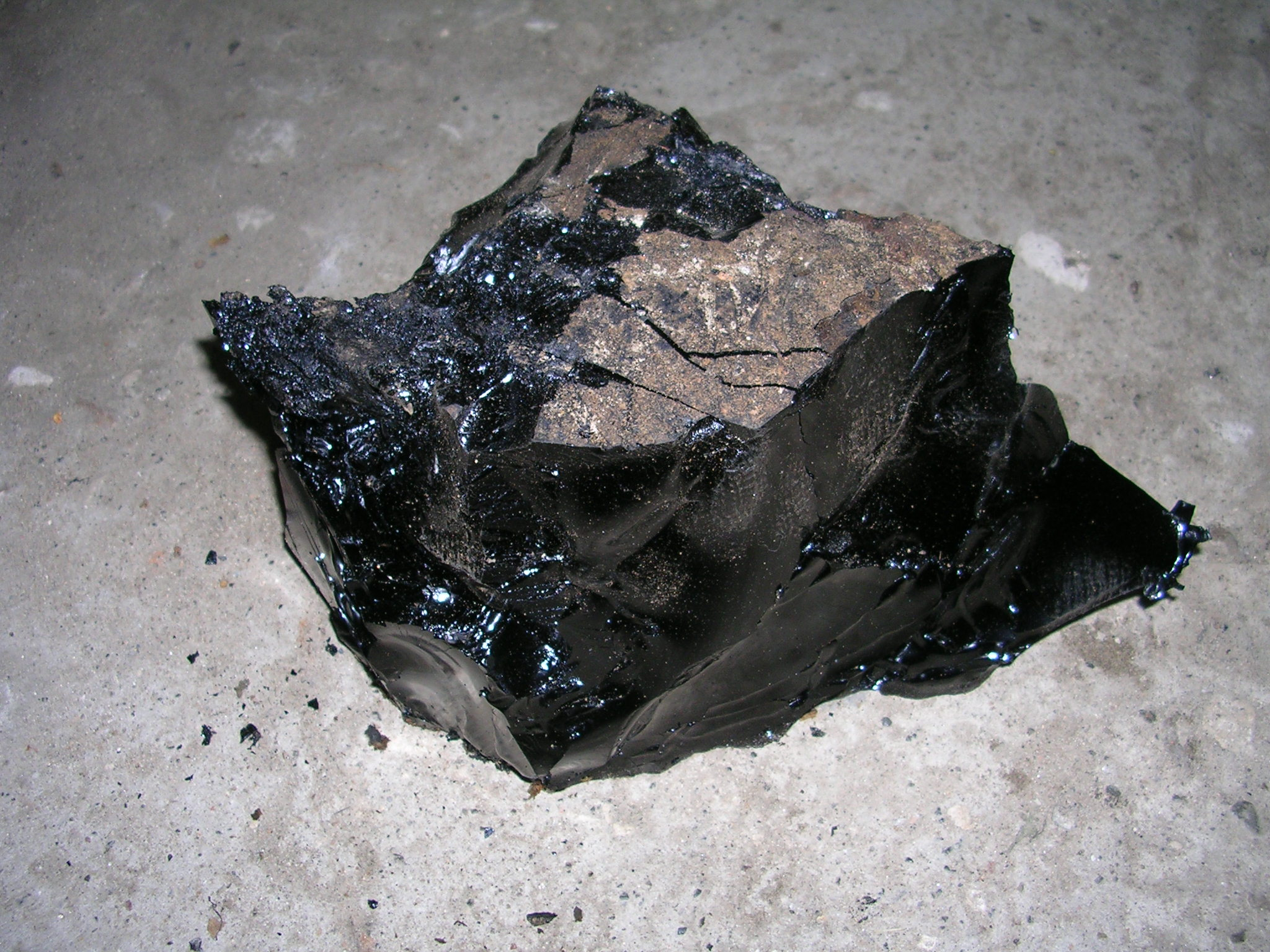
Rafinovaný asfalt

Asfalt je jedna z živic, které se vyskytují v přírodě buď společně s jinými, nebo samostatně v různém geologickém prostředí, hlavně v sedimentech formací, které jsou známy jako naftonosné. Získává se také z ropy jako zbytek po vakuové destilaci. Je to ta nejhustší složka ropy s nejvyšším bodem varu. Nejčastěji se využívá pro výrobu asfaltového betonu pro stavbu silnic, ale jeho využití je rozmanitější, už jen díky tomu, že taje při pouhých 70 až 100 °C.

## Druhy asfaltu
- přírodní
  - kamenouhelný
  - hnědouhelný
  - dehtový
- umělý

## Složení
Asfalt je látka živičnatá (bituminosní), složená z uhlíku, vodíku a kyslíku a někdy i dusíku, jež se rozpouští v diethyletheru, sirouhlíku, terpentinovém oleji a dehtových olejích, a dělí se na asfalt přirozený a umělý. Asfalt přirozený či smůla skalní (Erdpech, Erdharz) se řadí mezi horniny (pryskyřice zemní), má buď pevné skupenství o tvrdosti soli kamenné (2), anebo kapalné (franc. malthe), černý nebo černohnědý, mastný lesk a hustoty 1,1 až 1,2 g/cm³. Zapáchá po živici (bitumenu), taje asi při 100 °C., snadně se zapálí a hoří svítivým a silně čmoudícím plamenem.

## Výskyt přírodního asfaltu

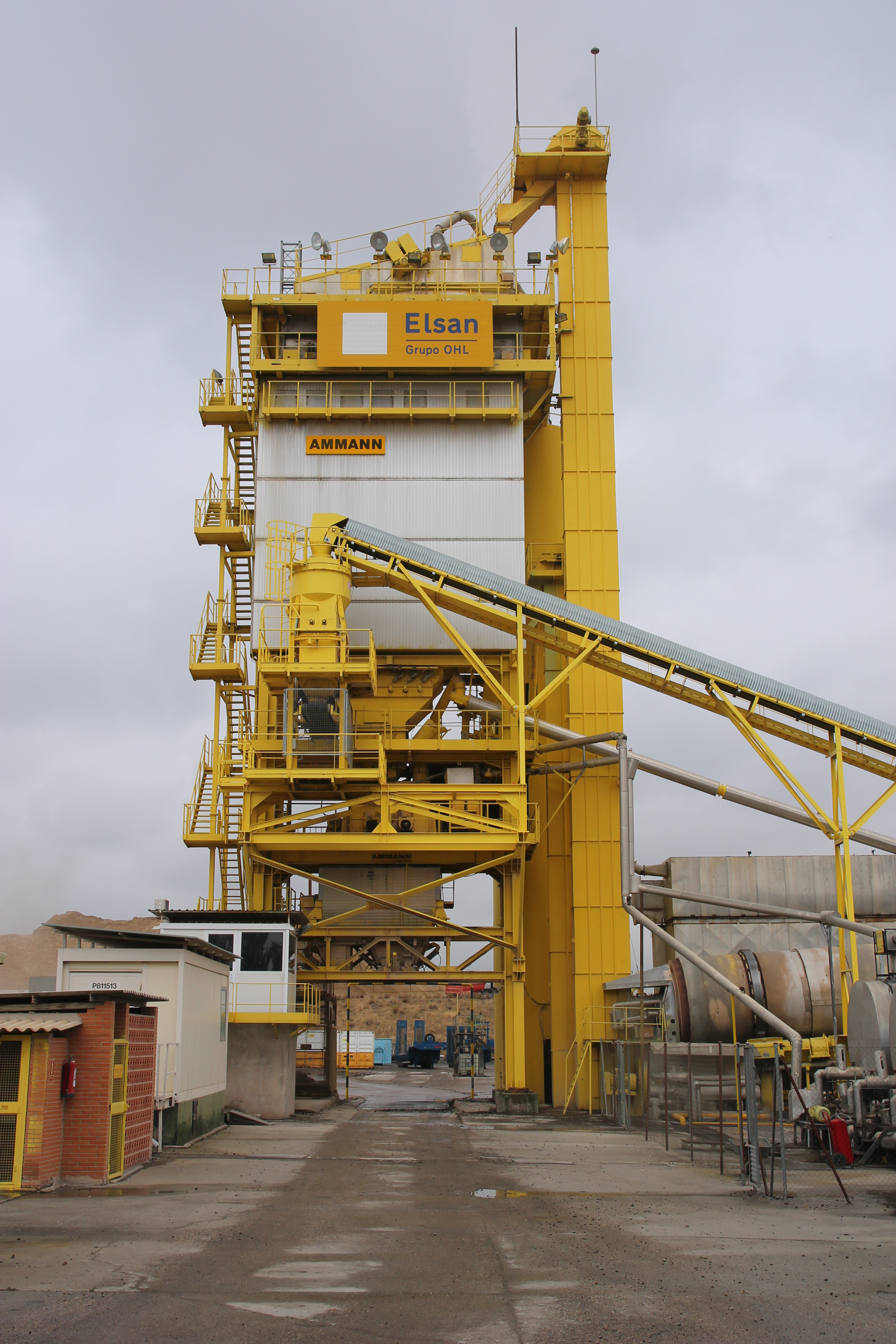
Obrázek typické obalovny pro výrobu asfaltového betonu

Největší ložiska přírodního asfaltu jsou v provincii Alberta v Kanadě.
Po kusech se vyskytuje v Mrtvém moři a Asfaltovém jezeře (Pitch lake) na ostrově Trinidadu.
Jako napustivo pronikl třetihorním pískovcem (molassem) u Clermont-Ferrandu, břidlicí v Tyrolsku u Seefelda, ve Francii u Autuna, u Buxièr, ale i v jiných místech, jurským vápencem například ve Francii u Seyssela na Rhôně či v Elsasku u Lobsanna v Hannoversku.
S jemným pískem je smíšen u Chamalièry a s pískem křemenitým ve Španělsku u Maesta.
Velké naleziště asfaltu se nacházelo také v údolí Val de Travers ve švýcarském kantonu Neuchâtel. Tamní asfaltový důl byl v provozu mezi lety 1712 a 1986, kdy byla těžba asfaltu z důvodu vyčerpání ložisek ukončena. 
V nepatrné míře se vyskytuje v Čechách u Malé Chuchle, Ústí nad Labem a Semil, na Moravě u Chlebovic, Letovic, Místku a Mikulova, ve Slezsku u Bílska, Skočova a Těšína. Jiná naleziště jsou u Dubrovníka, Neapole, Chieta, na ostrově Brazze, na Kubě a v Jižní Americe.

## Historie
Asfalt (přirozený) se cenil již ve starověku, a samo jeho řecké jméno (ἄσφαλτος = asfaltos, od ἀσφαλτίζω = upevňuji) svědčí o výtečných vlastnostech. Sloužil ve stavitelství za maltu, jak dokazují babylónské a memfidské zříceniny, a přispěl k zachování mumifikovaných mrtvol starých Egypťanů až do dnešní doby. Podivuhodné je to, že poté užívání asfaltu upadlo v zapomenutí. Teprve po několika tisíciletích, v 19. století, upozornili inženýři na jeho výborné vlastnosti.

## Asfalt umělý
Asfalt se získává hlavně frakční destilací z ropy vroucí při 525 °C.

## Použití

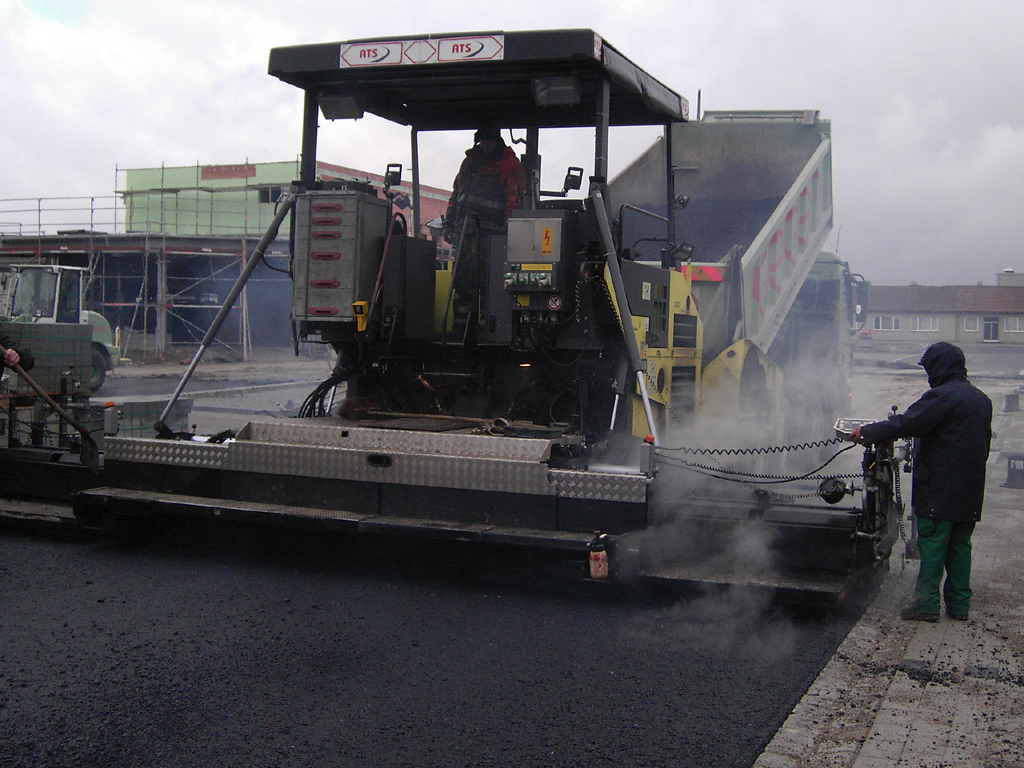
Stavba asfaltobetonové silnice

Asfalt se hojně používá ve stavebnictví, nejčastěji v dopravním stavitelství jako pojivo v asfaltovém betonu, dále k výrobě střešních krytin a izolací.